# Welcome to the Future 3
Welcome to the Future 3 es un compilado de pop alternativo lanzado en 1995 a través de One Little Indian.
El compilado contiene 12 canciones interpretadas por diferentes grupos, dentro de los cuales la participación más importantes es la de la cantante y compositora islandesa Björk con su hit “Army Of Me”, del álbum Post, que en este caso fue remixado por Skunk Anansie.

## Lista de canciones
1. Shamans prayer (9:00) - Medicine Drum
2. Army of me (Skunk Anansie remix) (4:30) - Björk (Muestra MP3 (enlace roto disponible en Internet Archive; véase el historial, la primera versión y la última).)
3. Tuva (6:42) - Cyberia
4. Destination Eschaton (7:23) - The Shamen
5. El metro (7:14) - Disco Volante
6. Deity (9:39) - Hypnotist
7. Uforica (6:15) - The Infinity Project
8. Narcotic influence (org. mix) (6:45) - Empirion
9. Lee Perry part 1 (5:37) - Springheel Jack
10. Chime remix (6:02) - Naughty naughty (Stolen from Orbital)
11. Very serious smokin (5:13) - Control Freaks
12. Cape fear (org. mix) (4:37) - DJ Harry